# Кріолітогенез
Кріолітогене́з (рос. криолитогенез, англ. cryolithogenesis; нім. Kryolithogenese f, Kryolithogenesis f) — сукупність процесів утворення багатолітньомерзлотних льодистих гірських порід в умовах кріолітозони. 
При кріолітогенезі багаторазово повторювані цикли охолоджування-нагрівання і промерзання-відтанення ведуть до фізичного вивітрювання, подрібнення гірських порід і мінералів, коагуляції колоїдної і агрегованої глинистої складової дисперсних порід. Результатом цього є формування пилуватих відкладів.